# 2003-as U17-es labdarúgó-Európa-bajnokság
A 2003-as U17-es labdarúgó-Európa-bajnokságot Portugáliában rendezték 2003. május 7. és május 17. között. Az Európa-bajnokságot a házigazda Portugália nyerte, miután a döntőben legyőzte Spanyolország csapatát. A tornán 1986. január 1. után született játékosok vehettek részt.

## Selejtezők
A selejtezőket két szakaszban rendezték meg:

## Részt vevő csapatok
- Anglia
- Ausztria
- Dánia
- Izrael
- Magyarország
- Olaszország
- Portugália (házigazda)
- Spanyolország

## Csoportkör

### A csoport
| Csapat       | M | Gy | D | V | RG | KG | GK | Pont |
| ------------ | - | -- | - | - | -- | -- | -- | ---- |
| Portugália   | 3 | 3  | 0 | 0 | 6  | 2  | +4 | 9    |
| Ausztria     | 3 | 2  | 0 | 1 | 3  | 1  | +2 | 6    |
| Dánia        | 3 | 1  | 0 | 2 | 4  | 5  | −1 | 3    |
| Magyarország | 3 | 0  | 0 | 3 | 0  | 5  | −5 | 0    |

| 2003. május 7. 16:00 CET | Portugália                           | 3 – 2               | Dánia            | Fontelo Municipal, Viseu Játékvezető: Damir Skomina (szlovén) |
| 2003. május 7. 16:00 CET | Joao Pedro 34' Ricardo 40' Curto 55' | (2 – 1) Jegyzőkönyv | Lindeneg 32' 42' | Fontelo Municipal, Viseu Játékvezető: Damir Skomina (szlovén) |

| 2003. május 7. 18:00 CET | Ausztria   | 1 – 0               | Magyarország | Municipal, Nelas Játékvezető: Szerhij Berezka (ukrán) |
| 2003. május 7. 18:00 CET | Saurer 78' | (0 – 0) Jegyzőkönyv |              | Municipal, Nelas Játékvezető: Szerhij Berezka (ukrán) |

| 2003. május 9. 16:00 CET | Portugália | 1 – 0               | Ausztria | Municipal, Santa Comba Dao Játékvezető: Kuddusi Müftüoglu (török) |
| 2003. május 9. 16:00 CET | Curto 14'  | (1 – 0) Jegyzőkönyv |          | Municipal, Santa Comba Dao Játékvezető: Kuddusi Müftüoglu (török) |

| 2003. május 9. 18:00 CET | Dánia                  | 2 – 0               | Magyarország | Municipal, Mangualde Játékvezető: Novo Panić (bosnyák) |
| 2003. május 9. 18:00 CET | Storm 33' Jakobsen 50' | (1 – 0) Jegyzőkönyv |              | Municipal, Mangualde Játékvezető: Novo Panić (bosnyák) |

| 2003. május 11. 17:30 CET | Magyarország | 0 – 2               | Portugália             | Fontelo Municipal, Viseu Játékvezető: Stefan Johannesson (svéd) |
| 2003. május 11. 17:30 CET |              | (0 – 0) Jegyzőkönyv | Gama 50' Vieirinha 62' | Fontelo Municipal, Viseu Játékvezető: Stefan Johannesson (svéd) |

| 2003. május 11. 17:30 CET | Dánia | 0 – 2               | Ausztria              | Municipal, Nelas Játékvezető: Veaceslav Banari (moldáv) |
| 2003. május 11. 17:30 CET |       | (0 – 0) Jegyzőkönyv | Mayer 42' Horvath 83' | Municipal, Nelas Játékvezető: Veaceslav Banari (moldáv) |

### B csoport
| Csapat        | M | Gy | D | V | RG | KG | GK | Pont |
| ------------- | - | -- | - | - | -- | -- | -- | ---- |
| Spanyolország | 3 | 2  | 1 | 0 | 7  | 2  | +5 | 7    |
| Anglia        | 3 | 1  | 2 | 0 | 4  | 3  | +1 | 5    |
| Olaszország   | 3 | 1  | 1 | 1 | 4  | 2  | +2 | 4    |
| Izrael        | 3 | 0  | 0 | 3 | 1  | 9  | −8 | 0    |

| 2003. május 7. 16:00 CET | Izrael                  | 1 – 2               | Anglia                  | Municipal, Santa Marta de Penaguiao Játékvezető: Novo Panić (bosnyák) |
| 2003. május 7. 16:00 CET | Refaelov 47' (11-esből) | (0 – 0) Jegyzőkönyv | Bowditch 51' Milner 54' | Municipal, Santa Marta de Penaguiao Játékvezető: Novo Panić (bosnyák) |

| 2003. május 7. 18:00 CET | Spanyolország       | 2 – 0       | Olaszország | Monte Da Forca, Vila Real Játékvezető: Kuddusi Müftüoglu (török) |
| 2003. május 7. 18:00 CET | Cases 28' Nadal 35' | Jegyzőkönyv |             | Monte Da Forca, Vila Real Játékvezető: Kuddusi Müftüoglu (török) |

| 2003. május 9. 15:30 CET | Izrael | 0 – 3               | Spanyolország                 | Municipal de Chaves, Chaves Játékvezető: Veaceslav Banari (moldáv) |
| 2003. május 9. 15:30 CET |        | (0 – 2) Jegyzőkönyv | Silva 33' David 36' Cases 47' | Municipal de Chaves, Chaves Játékvezető: Veaceslav Banari (moldáv) |

| 2003. május 9. 18:00 CET | Anglia      | 0 – 0 | Olaszország | Municipal de Chaves, Chaves Játékvezető: Stefan Johannesson (svéd) |
| 2003. május 9. 18:00 CET | Jegyzőkönyv |       |             | Municipal de Chaves, Chaves Játékvezető: Stefan Johannesson (svéd) |

| 2003. május 11. 17:30 CET | Anglia                | 2 – 2               | Spanyolország       | Monte Da Forca, Vila Real Játékvezető: Szerhij Berezka (ukrán) |
| 2003. május 11. 17:30 CET | Taylor 47' Milner 51' | (0 – 2) Jegyzőkönyv | Nadal 9' Jurado 27' | Monte Da Forca, Vila Real Játékvezető: Szerhij Berezka (ukrán) |

| 2003. május 11. 17:30 CET | Olaszország                  | 4 – 0               | Izrael | Municipal, Santa Marta de Penaguiao Játékvezető: Damir Skomina (szlovén) |
| 2003. május 11. 17:30 CET | Pozzi 32' 46' Lupoli 35' 78' | (2 – 0) Jegyzőkönyv |        | Municipal, Santa Marta de Penaguiao Játékvezető: Damir Skomina (szlovén) |

## Egyenes kieséses szakasz

### Elődöntők
| 2003. május 14. 18:00 CET | Portugália                | 2 – 2               | Anglia                 | Fontelo Municipal, Viseu Játékvezető: Damir Skomina (szlovén) |
| 2003. május 14. 18:00 CET | Vieirinha 10' Saleiro 82' | (1 – 2) Jegyzőkönyv | Bowditch 8' Milner 21' | Fontelo Municipal, Viseu Játékvezető: Damir Skomina (szlovén) |

|                                |     | 11-esekkel                         |  |
| Machado Vieirinha Saleiro Gama | 3—2 | Doyle Moore Milner Ifil Leadbitter |  |

| 2003. május 14. 16:00 CET | Spanyolország                  | 5 – 2               | Ausztria                | Municipal, Mangualde Játékvezető: Stefan Johannesson (svéd) |
| 2003. május 14. 16:00 CET | David 4' 12' 37' 68' Cases 16' | (4 – 0) Jegyzőkönyv | Fuchs 59' Stankovic 62' | Municipal, Mangualde Játékvezető: Stefan Johannesson (svéd) |

### A 3. helyért
| 2003. május 17. 15:30 CET | Ausztria   | 1 – 0               | Anglia | Municipal, Santa Comba Dao Játékvezető: Szerhij Berezka (ukrán) |
| 2003. május 17. 15:30 CET | Pirker 53' | (0 – 0) Jegyzőkönyv |        | Municipal, Santa Comba Dao Játékvezető: Szerhij Berezka (ukrán) |

### Döntő
| 2003. május 17. 18:30 CET | Spanyolország | 1 – 2               | Portugália    | Fontelo Municipal, Viseu Játékvezető: Novo Panić (bosnyák) |
| 2003. május 17. 18:30 CET | David 42'     | (0 – 1) Jegyzőkönyv | Sousa 22' 47' | Fontelo Municipal, Viseu Játékvezető: Novo Panić (bosnyák) |

| A 2003-as U17-es labdarúgó-Európa-bajnokság győztese |
| ---------------------------------------------------- |
| PORTUGÁLIA 5. cím                                    |

## Góllövőlista
6 gólos
- David

3 gólos
- Cases
- James Milner

2 gólos
- Dean Bowditch
- Mads Torry Lindeneg
- Nicola Pozzi
- Arturo Lupoli
- Vieirinha
- Márcio Sousa
- Manuel Curto
- Xisco Nadal

1 gólos
- Steven Taylor
- Christoph Saurer
- Patrick Mayer
- Daniel Horvath
- Christian Fuchs
- Marco Stankovic
- Daniel Pirker
- Bo Storm
- Michael Jakobsen
- Lior Refaelov
- Joao Pedro
- Paulo Ricardo
- Bruno Gama
- Carlos Saleiro
- Jurado
- David Silva

## Külső hivatkozások
uefa.com